# مركب تعزيز انتشار الأكسجين
مركب تعزيز انتشار الأكسجين (بالإنجليزية: Oxygen diffusion-enhancing compound)‏ هو أي مادة تزيد من توفر الأكسجين في أنسجة الجسم من خلال التأثير على التركيب الجزيئي للماء في بلازما الدم وبالتالي تحفيز انتشار الأكسجين من خلال البلازما، أظهرت هذه المركبات تحسينات في علاج الحالات المرتبطة بنقص التأكسج ونقص التروية. (نقص التأكسج يعني نقص الأكسجين في الأنسجة أما نقص التروية هو نقص الأكسجين في إمدادات الدم الدوري)، وتشمل هذه الحالات الصدمة النزفية والنوبة القلبية والسكتة الدماغية.

## الأنواع
يُعد الكروسيتين أول المواد التي تم الإعلان عن أنها تُنتج تأثير تعزيز انتشار الأكسجين، وهو شبه كاروتيني يحدث بشكل طبيعي في النباتات مثل الزعفران المزروع ويرتبط بشبه كاروتيني آخر كالزعفران، استُخدم الزعفران في مجال الزراعة علي سبيل المثال كصبغة وفي مجال الطب منذ العصور القديمة.
تم فحص كروسينات الصوديوم الإنتقالية (TSC) علي نطاق واسع في نماذج أمراض الحيوان وفي التجارب السريرية البشرية، وهو عبارة عن دواء اصطناعي يحتوي على بنية شبه كاروتينية للكروسيتين الإنتقالي. ركزت التجارب السريرية لـ TSC على اختبار فعالية المركب في توعية خلايا سرطان نقص التأكسج بالعلاج الإشعاعي في المرضى الذين يعانون من ورم أرومي دبقي؛وهو شكل عدواني من سرطان الدماغ.
يتم تطوير (TSC ) من قبل شركة الأدوية الإنتشارية وقد ثبُت أنه يعزز أكسجة أنسجة الورم الناقص للأكسجين، كما أنه ينتمي إلى فئة فرعية من مركبات تعزيز انتشار الأكسجين المعروفة باسم أملاح الكاروتين الإنتقالية ثنائية القطب، تقوم شركة الأدوية الانتشارية حاليًا بدراسة استخدام كروسينات الصوديوم العابرة في علاج COVID-19 والسكتة الدماغية الحادة والأورام السرطانية المصمتة.

## آلية العمل
يُعتقد أن مركبات تعزيز انتشار الأكسجين تعمل عن طريق ممارسة قوى كارهة للماء عند التفاعل مع جزيئات الماء، تؤدي هذه التفاعلات إلى زيادة الترابط الهيدروجيني بين جزيئات الماء التي تُشكل غالبية وسط بلازما الدم، ويصبح التركيب الجزيئي الكلي للمياه في البلازما أشبه بالشبكة عند زيادة الترابط الهيدروجيني وتُعرف هذه الظاهرة ببناء الهيكل، تُقلل هذه الظاهرة من مقاومة حركة الأكسجين بالانتشار من خلال البلازما. نظرًا لأن بلازما الدم تقدم الحاجز الرئيسي للأكسجين للانتقال من خلايا الدم الحمراء إلى الأنسجة، فإن الطابع الأكثر تنظيمًا للمياه المنقولة بواسطة مركب تعزيز انتشار الأكسجين سيعزز الحركة في الأنسجة.
وقد أظهرت عمليات المحاكاة الحاسوبية أن TSC يمكن أن يزيد من نقل الأكسجين عبر الماء بنسبة تصل إلى 30 في المائة.